# Municipio de Arenac
El municipio de Arenac (en inglés: Arenac Township) es un municipio ubicado en el condado de Arenac en el estado estadounidense de Míchigan. En el año 2010 tenía una población de 903 habitantes y una densidad poblacional de 9,19 personas por km².

## Geografía
El municipio de Arenac se encuentra ubicado en las coordenadas 44°2′20.07″N 83°51′47.96″O / 44.0389083, -83.8633222. Según la Oficina del Censo de los Estados Unidos, el municipio tiene una superficie total de 98,3 km² (38,0 mi²), de la cual 94,7 km² (36,6 mi²) corresponden a tierra firme y 3,6 km² (1,4 mi²) (3.66%) es agua.

## Demografía
En el 2000 la renta per cápita promedia del hogar era de $35.417, y el ingreso promedio para una familia era de $39.000. El ingreso per cápita para la localidad era de $16.673. En 2000 los hombres tenían un ingreso per cápita de $30.000 contra $23.194 para las mujeres. Alrededor del 12.40% de la población estaba bajo el umbral de pobreza nacional.